# 阿薩姆邦衝突
阿薩姆邦衝突是印度阿薩姆邦分離主義組織的反亂。
衝突開始於20世紀70年代，緊張源於阿薩姆邦少数民族指责德里方面搞内部殖民，同時這里也是印度一半石油儲量地方也引起衝突。
阿薩姆邦有数個分離主義組織，如阿萨姆联合解放阵线,波多民族民主阵线、阿迪瓦西民族解放軍。勢力最大是阿萨姆联合解放阵线，是這些群體最大和歷史最悠久的之一，成立於1979年。印度方面聲稱一直活躍在毒品生意，及其為巴基斯坦情報部門工作，還襲擊了說印地語外勞。